# Driencourt
För andra betydelser, se Driencourt (olika betydelser).
Driencourt är en kommun i departementet Somme i regionen Hauts-de-France i norra Frankrike. Kommunen ligger i kantonen Roisel som tillhör arrondissementet Péronne. År 2022 hade Driencourt 80 invånare.

## Befolkningsutveckling
Antalet invånare i kommunen Driencourt
| Referens: INSEE |